# كليمنت فوروشيلوف
كليمنت يفريموفيتش فوروشيلوف (بالروسية:Климе́нт Ефре́мович Вороши́лов)، من مواليد 4 فبراير 1881 وتوفي بتاريخ 2 ديسمبر 1969 ، عمل وزيرًا للدفاع وعُين مشيرًا للجيش السوفيتي منذ عام 1935 كان رجل دولة وسياسي وقائد عسكري سوفيتي.

## بداية حياته والثورة الروسية
ولد فوروشيلوف في فيركنيايا تويما، محافظة ايكاتيرينوسلاف (وهي الآن جزء من مدينة يسيتشنسك في وهانسك أوبلاست، أوكرانيا) والدة كان يعمل
في سكك الحديد من العرق الروسي. ويذكر اللواء بيتر غروغيرينكو ان فوروشيلوف نفسة
المح إلى اصولة الأوكرانية  انضم فوروشيلوف إلى الفصيل البلشفي من حزب العمال الاشتراكي الديمقراطي الروسي في عام 1905. بعد الثورة الروسية عام 1917، أصبح فوروشيلوف عضوا في مجلس مفوضي الأوكرانية الشعبية والمفوض للشؤون الداخلية. لقد كان معروفا جيدا لمساعدة جوزيف ستالين في المجلس العسكري بقيادة ليون تروتسكي، وبعد ان أصبحت علاقتة مرتبطة ارتباطا وثيقا مع ستالين في الجيش الأحمر خلال 1918 خلال الحرب الاهلية. كان فوروشيلوف بالموقع قائدا للجبهة الجنوبية خلال الحرب الأهلية الروسية والحرب البولندية السوفيتية وكان قائدا لجيش الفرسان. كما انة المفوض سياسي الذي يخدم المشترك على قدم المساواة مع ستالين، وكان فوروشيلوف المسؤل عن قيادة جيش الفرسان، الذي كان يتألف أساسا من الفلاحين من جنوب روسيا. بالرغم من جهود فوروشيلوف الا انة
كان سبب في هزيمة مدوية في معركة Komarów
وكان رئيس شرطة لينينغراد بين عامي 1917 و1918.

## حياته السياسية

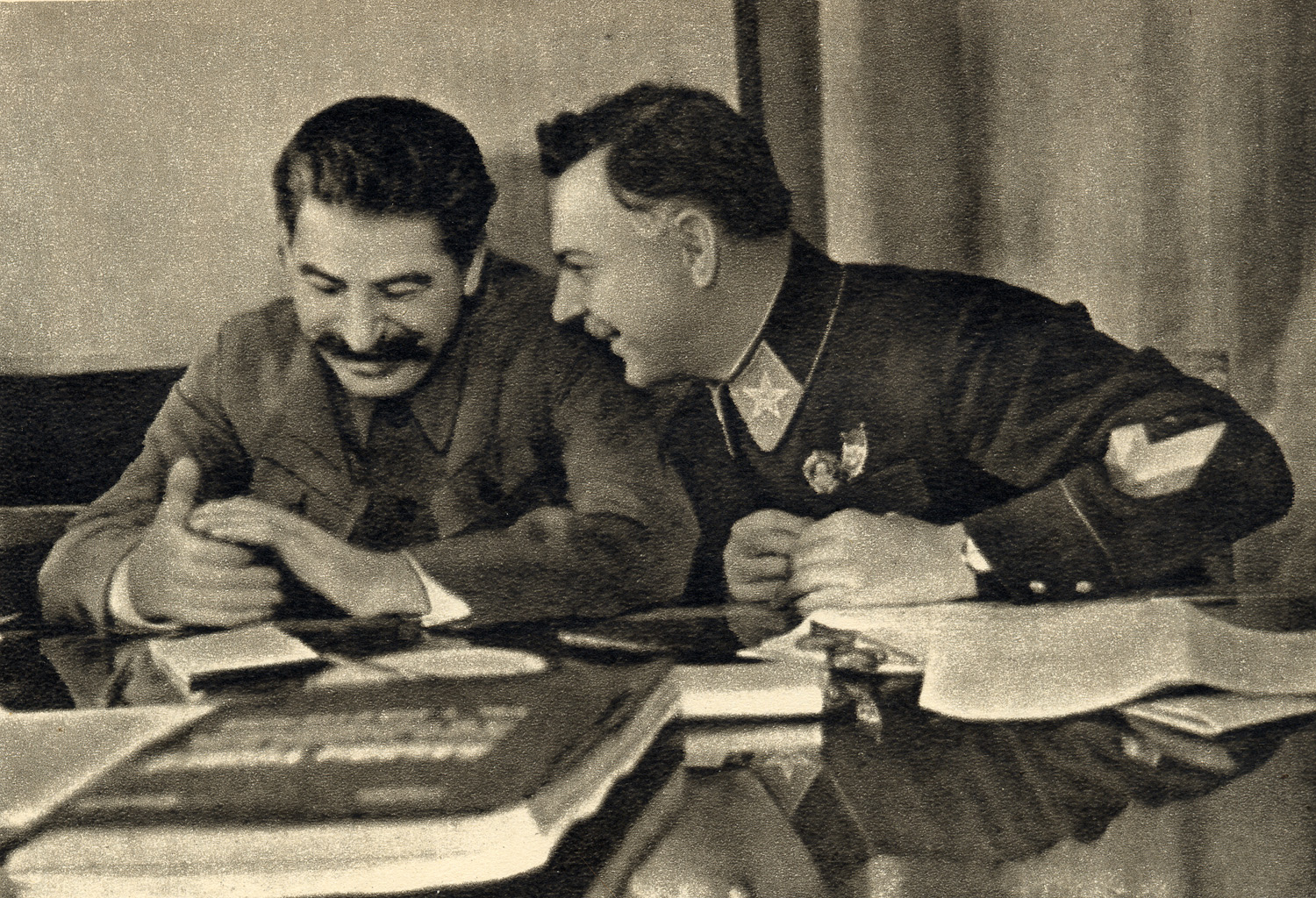
فوروشيلوف مع ستالين 1935

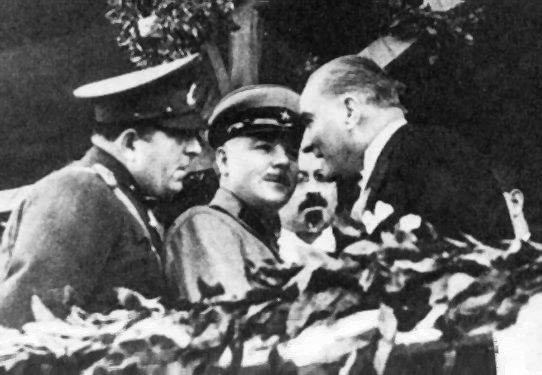
فوروشيلوف مع مصطفى كمال اتاتورك.

انتخب فوروشيلوف إلى اللجنة المركزية في عام 1921 وبقي عضوا حتى عام 1961 وعين فوروشيلوف مفوض الشعبية للشؤون العسكرية والبحرية ورئيس المجلس العسكري الثوري لاتحاد الجمهوريات الاشتراكية السوفيتية، وهو المنصب الذي شغله حتى عام 1934 . وكان صاحب الإنجاز الرئيسي في هذه الفترة لتحريك الصناع السوفيتي وصناعات الشرق من جبال الأورال، عين فوروشيلوف المفوض الشعبية للدفاع في عام 1934 والمارشال في الاتحاد السوفيتي في عام 1935 . لعبت فوروشيلوف دورا محوريا في إزالة وتصفية الرجعيين والمشكوك بولائهم عندما طلب ستالين منة ذلك عام 1930 كما انة كتب رسائل شخصية إلى المنفى الضباط والدبلوماسيين المعفيين مثل ميخائيل أوستروفسكي السوفيتي السابق على العودة طوعا إلى الاتحاد السوفيتي وان السلطة عفت عنهم،

## خلال الحرب العالمية الثانية

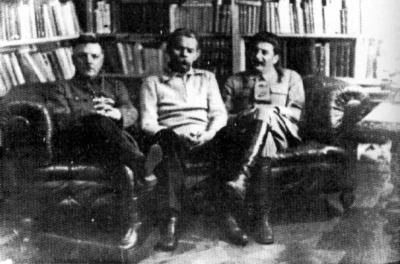
فوروشيلوف مع ستالين ومكسيم غوركي 1931

خلال الحرب العالمية الثانية، كان فوروشيلوف عضوا في لجنة الدفاع عن الدولة. أصبح فوروشيلوف قائد القوات السوفيتية خلال حرب الشتاء من نوفمبر 1939 إلى يناير عام 1940، لم يكن فوروشيلوف كفوء بالقيادة عموما، فقد عانى الجيش الأحمر حول 185,000. عندما القيادة تجمعوا في أحد الاجتماعات صاح فوروشيلوف، وإلقا اللوم على ستالين بتهمة قتل أفضل جنرالات الجيش الأحمر في عمليات تطهير له. قال نيكيتا خروتشوف أنها كانت المرة الوحيدة التي شهدت نزاع بين ستالين وفورشيلوف. فوروشيلوف لا يزال أصبح كبش فداء لفشل الأولي في فنلندا. وقد حل محله فيما بعد باسم الدفاع المفوض سيميون تيموشينكو. ثم اعفى فوروشيلوف نائب رئيس مجلس الوزراء المسؤولين عن الأمور.
جادل فوروشيلوف في البداية أن الآلاف من ضباط الجيش البولندي القي القبض عليهم في سبتمبر 1939 وقعت في وقت لاحق من أجل تنفيذ مذبحة كاتين.
وقد جادل فورشيلوف هذا الامر واتضح زيف هذة التهمة لاحقا حيث كانت الرصاصات التي اعدم بها الجنود هي رصاصات من مسدسات فالتر ألمانية.

## أثناء الغزو الألماني للاتحاد السوفيتي
أثناء الغزو الألماني للاتحاد السوفيتي في يونيو عام 1941، أصبح فوروشيلوف قائد في جبهة الشمالية الغربية من الاتحاد السوفيتي، وفي سبتمبر 1941 تولى قيادة جبهة لينينغراد. وعمل جنبا إلى جنب مع القائد العسكري اندريه زهادانوف وقد تمكن اخيرا من اثبات كفائتة العسكرية حيث تمكن من شق طريق في لينينغراد وسمي هذا الطريق طريق الحياة كانت المؤمن تصل للمدينة من ذلك الطريق بالرغم من القصف الشديد الا انة اضهر شجاعة شخصية في قيادتة الهجوم المضاد الذي قادة بنفسة ضد القوات الألمانية مما جعل الالمان يفشلون في السيطرة على ضواحي المدينة وتم فك الحصار عنها.
وفي 1945-1947، أشرف على إنشاء النظام الشيوعي في المجر.

## بعد الحرب

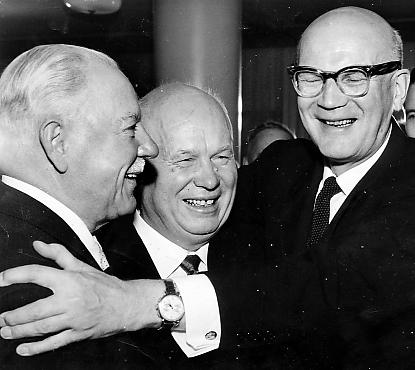
فولوشيروف مع خروتشوف 1960

في عام 1952، تم تعيين فوروشيلوف عضوا في هيئة رئاسة اللجنة المركزية. دفعت وفاة ستالين في 5 مارس 1953 تغييرات كبيرة في القيادة السوفيتية وفي مارس 1953 ، تمت الموافقة لفوروشيلوف مساعد لرئيس لهيئة رئاسة مجلس السوفيت الأعلى مع نيكيتا خروشوف كسكرتير ثاني للحزب.

## التقاعد
بعد إزالة خروتشوف كان فورشيلوف مثل اغلب الستالينيين القدماء في الحزب، مثل مولوتوف ومالينكوف من الحزب، أصبح فورشيلوف كبيرا في السن. وفي يوم 7 مايو عام 1960، مجلس السوفيت الأعلى للاتحاد السوفيتي منحت طلب فوروشيلوف للتقاعد وانتخب ليونيد بريجنيف رئيس هيئة رئاسة المجلس الأعلى (رئيس الدولة). وقد اعفي من مهامة كعضو في هيئة رئاسة الحزب وفي 16 يوليو 1960 في أكتوبر 1961، كان له هزيمة سياسية كاملة في حزب المؤتمر 22 عندما تم استبعاده من الانتخابات للجنة المركزية.
لكن الزعيم السوفيتي بريجنيف اعاد فوروشيلوف من التقاعد إلى منصب سياسي صوريا. ومرة أخرى أعيد انتخاب فوروشيلوف إلى اللجنة المركزية في عام 1966. منح فوروشيلوف على الميدالية الثانية من بطل الاتحاد السوفيتي تكريما لة عام 1968. توفي في عام 1969 في موسكو ودفن بالقرب من الكرملين. بعد وفاتة كان هناك بلدتين باسمة واحدة في أوكرانيا (تغير الآن اسمها إلى مدينة وهانسك)والثانية في أقصى الشرق السوفيتي وقد تغيير اسمها لاحقا.

## حياتة الشخصية

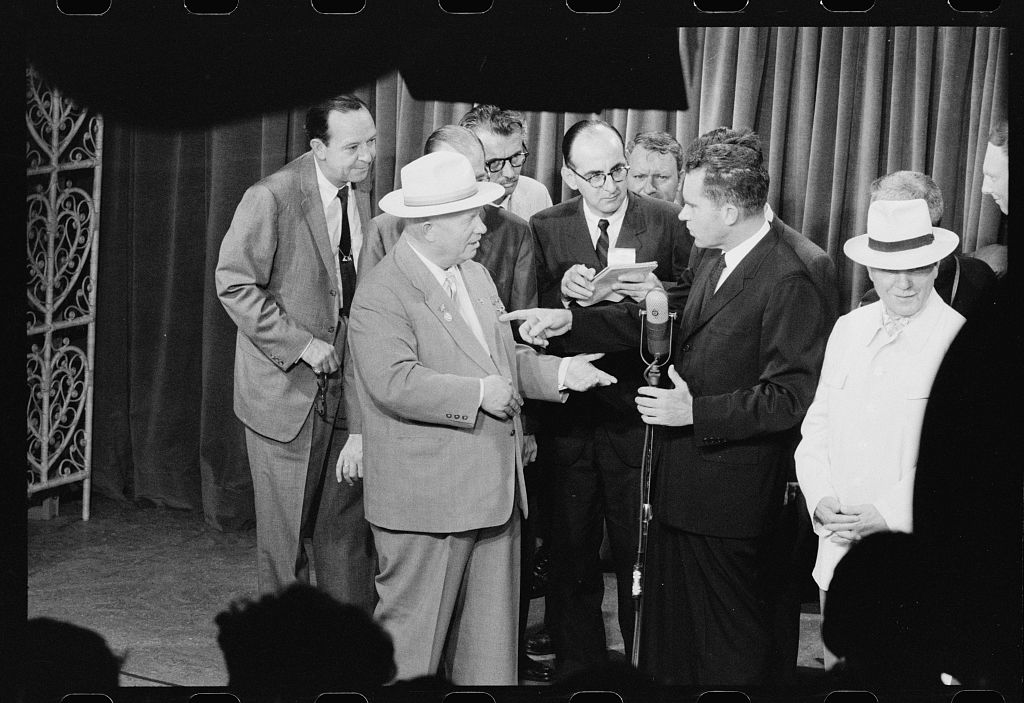
ريتشارد نيكسون ونيكيتا خروتشوف يتناقشان في المعرض الوطني الأمريكي في موسكو

كان فوروشيلوف متزوج من امراة اسمها اكاترينا دافيدوفنا
من عائلة يهودية أوكرانية وقالت انها غيرت اسمها عندما اعتنقت المسيحية الأرثوذكسية من أجل أن يسمح لها بالزواج فوروشيلوف.التقيا عندما كانا في المنفى في أرخانغلسك. وقد تبنو يتيم عمرة 4 سنوات وسمو بيتيا وفي عهد ستالين كانا يعيشان في الكرملين. ويصف مولوتوف فوروشيلوف قائلا: "فوروشيلوف كان لطيفا، ولكن فقط في أوقات معينة كان يقضي اغلب اوقاتة في العمل، وكان خطيب جيد جدا. كانت تربطة علاقة وثيقة مع ستالين
 

## الأوسمة
نال فوروشيلوف العديد من الأوسمة خلال خدمته العسكرية منها:
- وسام بطل الاتحاد السوفيتي نالة مرتين في 3 فبراير 1952 و 22 فبراير 1968
- وسام لينين ثمان مرات
- وسام الراية الحمراء 3 مرات في 1930 و 1933 و 1944
- وسام الدفاع عن لينينغراد 1942
- وسام الدفاع عن موسكو 1942

## روابط خارجية
- كليمنت فوروشيلوف على موقع IMDb (الإنجليزية)
- كليمنت فوروشيلوف على موقع الموسوعة البريطانية (الإنجليزية)
- كليمنت فوروشيلوف على موقع مونزينجر (الألمانية)
- كليمنت فوروشيلوف على موقع قاعدة بيانات الأفلام السويدية (السويدية)
- كليمنت فوروشيلوف على موقع قاعدة بيانات الفيلم (الإنجليزية)